# Narcissus pseudonarcissus subsp. leonensis
Narcissus pseudonarcissus subsp. leonensis es una subespecie de planta bulbosa perteneciente a la familia de las Amarilidáceas. Es originaria del norte de  España.

## Taxonomía
Narcissus pseudonarcissus subsp. leonensis fue descrita por (Pugsley) Fern.Casas & Laínz y publicado en Fontqueria 6: 50, en el año 1984.
Etimología
Narcissus nombre genérico que hace referencia  del joven narcisista de la mitología griega Νάρκισσος (Narkissos) hijo del dios río Cephissus y de la ninfa Leiriope; que se distinguía por su belleza. 
El nombre deriva de la palabra griega: ναρκὰο, narkào (= narcótico) y se refiere al olor penetrante y embriagante de las flores de algunas especies (algunos sostienen que la palabra deriva de la palabra persa نرگس y que se pronuncia Nargis, que indica que esta planta es embriagadora). 
pseudonarcissus: epíteto latino que significa "falso narciso".
leonensis: epíteto geográfico que alude a su localización en la Provincia de León.
Sinonimia
- Narcissus leonensis Pugsley, J. Roy. Hort. Soc. 58: 75 (1933).
- Narcissus nobilis var. leonensis (Pugsley) A.Fern., Daffodil Tulip Year Book 33: 61 (1968).
- Narcissus pseudonarcissus var. leonensis (Pugsley) Fern.Suárez ex M.Laínz, Mis Contrib. Conocim. Fl. Asturias: 77 (1982).
- Narcissus varduliensis Fern.Casas & Uribe-Ech., Estud. Inst. Alavés Naturaleza 3: 232 (1988).[3]